# شهرستان لیک (تنسی)
شهرستان لیک، تنسی (به انگلیسی: Lake County, Tennessee) یک سکونتگاه مسکونی در ایالات متحده آمریکا است که در تنسی واقع شده‌است.

## خصوصیات
شهرستان لیک ۵۰۲ کیلومترمربع مساحت دارد.